# Dendrobium savannicola
Dendrobium savannicola är en orkidéart som beskrevs av Rudolf Schlechter. Dendrobium savannicola ingår i släktet Dendrobium, och familjen orkidéer. Inga underarter finns listade i Catalogue of Life.